# Store Altsula
Store Altsula (en Nordsamisk Álpesuolu)) est une petite île inhabitée du comté de Finnmark, sur la côte de la mer de Barents. L'île fait partie la commune de Nordkapp.  

## Description
L'île de 0,86 km2 est situé sur le côté sud-est de Magerøya dans le Porsangerfjorden et à l'entrée du Sarnesfjorden . Juste au nord-est de Store Altsula se trouve la ville de Honningsvåg.